# Carl Christian Otto

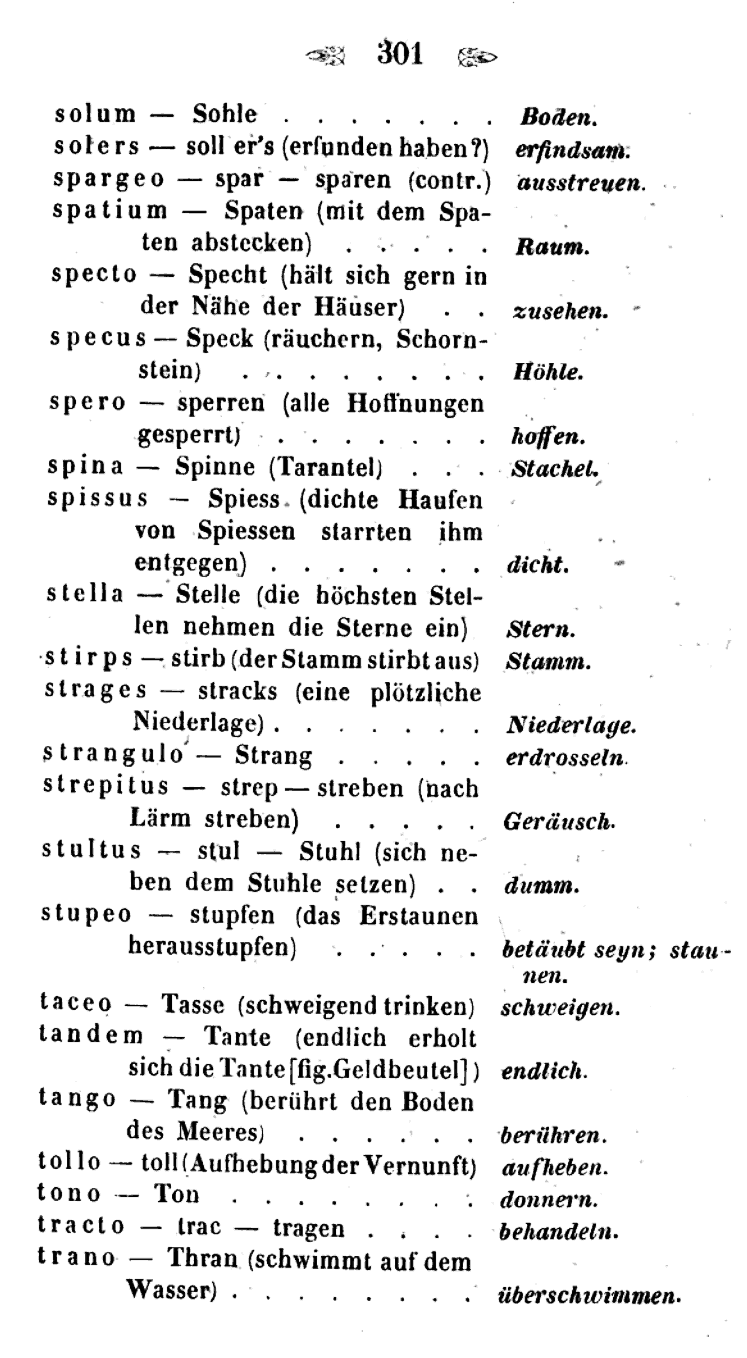
Carl Otto Reventlow: Praktisches Lehrbuch der Mnemotechnik von 1847, S. 301 – Anwendung der Schlüsselwortmethode bei lateinischen Wörtern; Buch enthält fast 900 Wörter aus dem Altgriechischen und Lateinischen

Carl Christian Otto (auch: Carl Otto Reventlow; * 10. Dezember 1817 in Store Heddinge (Seeland); † 19. April 1873 in Kempten (Allgäu)) war ein Mnemotechniker und Journalist.

## Leben
Der Sohn eines Malers studierte Philologie 1838/39 an der Christian-Albrechts-Universität zu Kiel. Otto war mit anderen im schleswig-holsteinischen Unabhängigkeitsstreben Aktiven wie Rudolf Schleiden, Friedrich Unzer, Andreas Springborn und Traugott Graf zu Reventlow Mitglied des Corps Saxonia Kiel. In Kiel  wegen eines Duells relegiert, reiste er als Publizist nach England und in die Schweiz. Durch Intervention seiner Studienfreunde kehrte er nach Dänemark zurück, um 1844 an der Universität Kopenhagen weiter zu studieren.
Schon 1843 veröffentlichte er sein erstes Buch zur Mnemotechnik. Darin stellt er auch ausführlich seine Version des Major-Systems dar. Die von ihm entwickelte Methode der bildhaften Merktechniken wurde besonders in Schulen eingesetzt, um mathematisches und historischen Wissen aufzunehmen. Seine Lehrbücher erreichten hohe Auflagen und wurden über drei Jahrzehnte immer wieder erweitert und neu herausgegeben. Auf vielen Reisen durch Deutschland und Westeuropa kam er unter anderem nach Berlin, Leipzig, Danzig und Prag, wo er seine Methoden vorstellte. Kritiker aus der Pädagogik wie der Sprachlehrer Carl Nauck (1813–1890) und der Schweizer Eduard Pick (1862–1926) sahen in Otto zunächst einen Epigonen des französischen Juristen und Miterfinders der Stenografie Aimé Paris (1798–1866). Zeitgenössische Fachkollegen wie Hermann Kothe und Ignatz Bernhard Montag bewunderten sein System leicht erlernbarer Gedächtnisstützen. Auch der damals sehr populäre Zeitkritiker Eduard Maria Oettinger schätzte Otto. Seine Technik der „nicht zerlegbaren Grundbilder“ gilt heute als maßgeblich für die Entwicklung der Mnemotechnik.
Otto beteiligte sich an der  Deutschen Revolution von 1848/49 und geriet unter polizeiliche Beobachtung. Er hielt sich bis 1850 in Schweden und Norwegen auf. 1853 nach Cincinnati emigriert, wurde er Redakteur und Herausgeber verschiedener Emigrantenblätter, zunächst in Syracuse, dann in Albany. Die Deutschen freien Blätter übernahm er von religiösen Auswanderern in Cincinnati, ab 1857 den Hochwächter. Das Journal stand eigentlich in Tradition des deutschen Hochwächters, der 1832 in Pforzheim erschien, wurde aber unter Otto zu einem kommunistischen Periodikum für die deutschen Exilanten der ausgewanderten `48er´. Karl Marx nutzte den Kontakt zu ihm, um mit Conrad Schramm einen wichtigen Funktionär des Bund der Kommunisten als Mitarbeiter zu empfehlen. Im Streit des auseinanderfallenden Bundes äußerte sich Marx dann geringschätzig über den „liberal“ gewordenen Otto.
In seinen späten Jahren lebte Otto in Kempten.

## Werke
- Lehrbuch der Mnemotechnik nach einem durchaus neuen auf das Positive aller Disciplinen anwendbaren Systeme. Cotta, Stuttgart/Tübingen 1843.
- Wörterbuch der Mnemotechnik nach eignem Systeme. Cotta, Stuttgart/Tübingen 1844.
- Leitfaden der Mnemotechnik für Schulen. Ungefähr 3000 mnemotechnisch bearbeitete Daten aus der Geschichte und Geographie enthaltend. Cotta, Stuttgart/Tübingen 1846.
- Carl Otto (Carl Otto Reventlow): Praktisches Lehrbuch der Mnemotechnik oder Gedächtniskunst. Ungefähr 9000 Anwendungen auf die verschiedenen Schuldisciplinen enthaltend / Zweite völlig umgearbeitete Auflage, J. G. Cotta’scher Verlag, Stuttgart/Tübingen  1847